# 长尾槭
长尾槭（学名：Acer caudatum）是无患子科槭属的植物。分布于锡金、尼泊尔、印度、不丹以及中国大陆的西藏等地，生长于海拔3,000米至4,000米的地区，一般生于山谷松杉林下疏林中，目前尚未由人工引种栽培。

## 变种
- Acer caudatum Wall. var. multiserratum (Maxim.) Rehd.
- Acer caudatum Wall. var. prattii Rehd.
- Acer multiserratum (Maxim.) Rehd.